# Ка Рагні
Ка Рагні — село (італ. curazia), що знаходиться в Сан-Марино. Адміністративно відноситься до муніципалітету Серравалле.